# Rauli Somerjoki

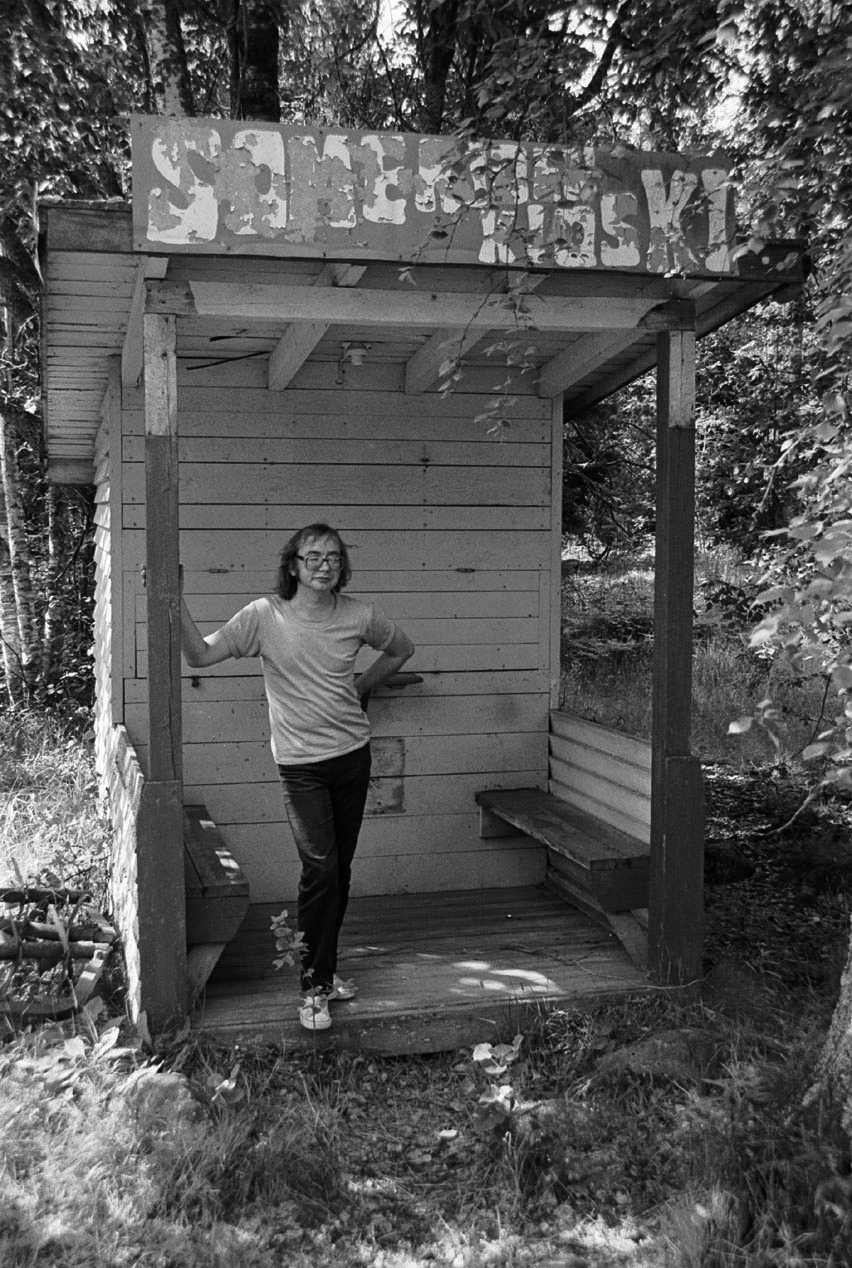
Rauli Somerjoki (1984)

Rauli Aarre Tapani Somerjoki, bekannt als Rauli „Badding“ Somerjoki, (* 30. August 1947 in Somero, Finnland; † 14. Januar 1987 in Helsinki, Finnland) war ein finnischer Rockmusiker und Sänger.
Somerjoki beteiligte sich Ende der 1960er Jahre an einigen Projekten von Mauri Antero Numminen. Unter anderen nahm er am Jyväskylän Kesä-Festival teil und war Mitglied der Underground-Rockband Suomen Talvisota 1939-1940.  
Somerjoki startete seine Solokarriere 1970 mit der ersten Single Somerjoki's Mun Sormuksein. Obwohl sich der Titel nicht gut verkauft hat, wurde er häufig im Radio gespielt und begründete Somerjokis Ruf als Solokünstler. Im selben Jahr trat er auch beim Ruisrock auf, einem großen Musikfestival in Turku.
Somerjokis erste LP Synnyin rokkaamaan erschien im Sommer 1971. Darin findet sich unter anderem der Song "Valot" auf Finnisch, den Somerjoki sowohl auf Finnisch als auch auf Englisch geschrieben und aufgenommen hat. Die englische Version hatte er speziell für den von ihm sehr verehrten Elvis Presley komponiert, aber als dieser auf die nach Memphis geschickten Bänder nicht reagiert hatte, nahm Somerjoki den Song selbst auf. Er ist inzwischen ein wichtiger Bestandteil finnischer Populärmusik. Der zweite ,eigene' Somerjoki-Song ist Pikku Neitsyt. Zudem gibt es auf Finnisch übersetzte Lieder von Chuck Berry und Elvis Presley. Die LP wurde kein großer Erfolg, doch heutzutage ist Valot einer der beliebtesten Songs von Somerjoki.
Von 1970 bis 1972 war Somerjoki Mitglied der Musikgruppe Oy Niittisydän Ab. Der Durchbruch gelang ihm schließlich mit der Single Fiilaten ja höyläten, einer Coverversion des Liedes Reelin' and Rockin'  von Chuck Berry. Der Song blieb für mehrere Monate an der Spitze der finnischen Charts. Zu Weihnachten wurde ein erster Sampler veröffentlicht. 1974  wurde dann die neue LP Näin käy rock & roll veröffentlicht. Die LP enthält das Lied Paratiisi, das vielleicht Somerjokis berühmtester Song ist. Nach seinem dritten Album Sydän lämpöä täys zog sich Somerjoki 1975 für einige Jahre zurück, da er an Bühnenangst litt und Alkoholprobleme bekam.
1981 schaffte er durch seine Singles Kuihtuu kesäinen maa/Ensimmäisenä iltana und Paras haihtua vaan/Ikkunaprinsessa sein Comeback und veröffentlichte noch sechs Alben, wobei Ikkunaprinsessa sein erfolgreichstes wurde. Zudem begann 1981 die Zusammenarbeit mit der Band Agents.
Sein letzter Auftritt fand am 28. Dezember 1986 in Seinäjoki statt. Bereits im Herbst litt Somerjoki unter einer starken Bronchitis. Im Januar 1987 starb Somerjoki in Helsinki; die Todesursache stand offenbar mit seinen Alkoholproblemen in Zusammenhang. Somerjoki wurde nur 39 Jahre alt.
Über Somerjokis Leben wurde auch ein Film namens Badding gedreht, der 2000 in Finnland in die Kinos kam.

## Diskografie
- Synnyin rokkaamaan (1971)
- Näin käy rock & roll (1974)
- Sydän lämpöä täys (1975)
- Rakkaudella - Raulilta (1982) / Sävel rakkauden (1986) / Bussi Somerolle (2001)
- Ikkunaprinsessa (1982)
- Tähdet, tähdet (1983)
- Laivat (1985)